# Cordillère Néovolcanique
Pour les articles homonymes, voir Sierra Nevada.
La cordillère Néovolcanique (également connue sous les noms de sierra Nevada, ou axe volcanique transversal) est une ceinture volcanique de 900 km de long et 130 km de large traversant le Mexique depuis l'océan Pacifique jusqu'au golfe du Mexique. La cordillère commence au-delà de la sierra Madre del Sur avec le volcán de Colima dans l'État de Colima. De là elle s'oriente vers l'est, traverse le plateau mexicain en suivant le 19e parallèle pour finir au centre de l'État de Veracruz, au nord du rio Los Pescados. La région est caractérisée par une activité sismique importante et possède plusieurs volcans en activité. Les sommets les plus élevés sont couverts de neiges éternelles et trois d'entre eux dépassent les 5 000 m d'altitude : le pic d'Orizaba, dans l'État de Puebla, est le plus à l'est des grands sommets de la chaîne, et le plus haut sommet du Mexique en même temps que le troisième d'Amérique du Nord ; le Popocatepetl et l'Iztaccíhuatl sont tous deux situés au sud  de Mexico. La cordillère Néovolcanique est considérée comme la division géologique séparant l'Amérique du Nord et l'Amérique centrale.

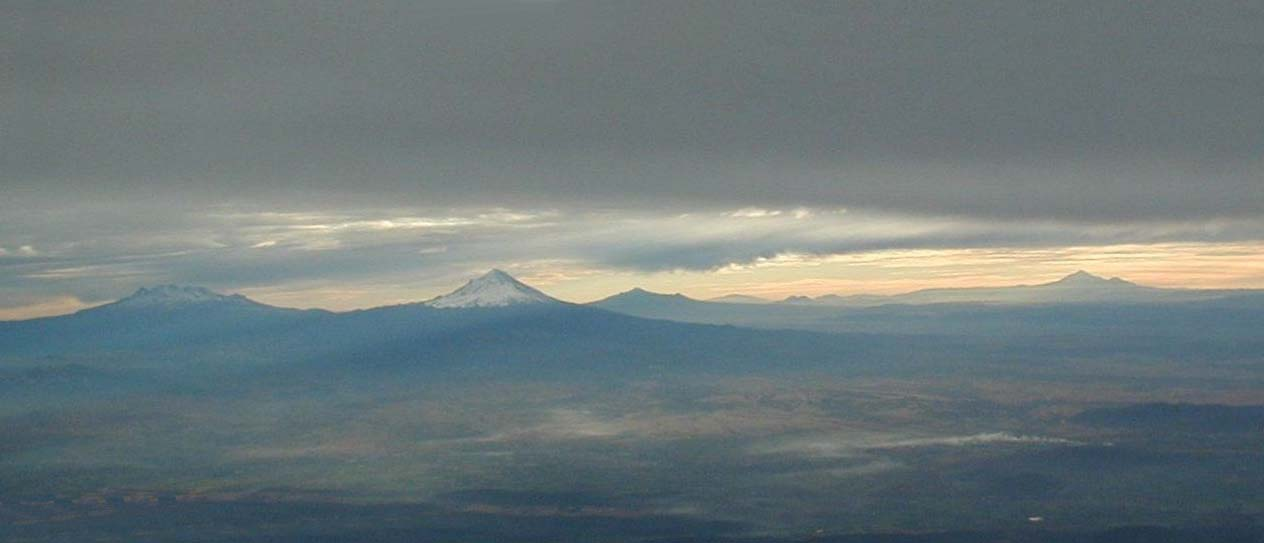
Six volcans mexicains, de gauche à droite : Iztaccíhuatl, Popocatepetl, La Malinche, Cofre de Perote (plus éloigné), pic d'Orizaba, sierra Negra.